# Helmer Falk
Carl Helmer Falk, född 17 september 1829 i Norra Råda socken, Värmlands län, död 19 oktober 1917 i Hakarps församling, Jönköpings län, var en svensk militär och politiker. Han var son till Herman Adolph Falk och bror till Otto Falk.

## Biografi
Falk blev fänrik i Armén 1848. Han befordrades till löjtnant 1850, till kapten 1863, till major 1871, till överstelöjtnant 1873 och till överste 1881.
Falk inledde sin militära karriär i Armén vid Närkes regemente (I 21). Åren 1871–1873 var han bataljonschef för Hallands infanteribataljon (I 28). Åren 1873–1875 var han regementschef för Värmlands fältjägarregemente (I 26). Åren 1876–1881 var han kårchef för Värmlands fältjägarkår (I 26). Åren 1881–1892 var han regementschef för Värmlands regemente (I 22).
Åren 1892–1903 var han ledamot vid Krigshovrätten. Som riksdagsman var han ledamot av första kammaren 1885–1901, invald i Värmlands läns valkrets. Han invaldes i Krigsvetenskapsakademien 1874.